# Motorrad-Weltmeisterschaft 1997
Die Motorrad-WM-Saison 1997 war die 49. in der Geschichte der FIM-Motorrad-Straßenweltmeisterschaft.
In allen Klassen wurden 15 Rennen ausgetragen.

## Punkteverteilung
Weltmeister wird derjenige Fahrer beziehungsweise der Hersteller, der bis zum Saisonende die meisten Punkte in der Weltmeisterschaft angesammelt hat. Bei der Punkteverteilung werden die Platzierungen im Gesamtergebnis des jeweiligen Rennens berücksichtigt. Die fünfzehn erstplatzierten Fahrer jedes Rennens erhalten Punkte nach folgendem Schema:
| Punkteverteilung | Punkteverteilung | Punkteverteilung | Punkteverteilung | Punkteverteilung | Punkteverteilung | Punkteverteilung | Punkteverteilung | Punkteverteilung | Punkteverteilung | Punkteverteilung | Punkteverteilung | Punkteverteilung | Punkteverteilung | Punkteverteilung | Punkteverteilung |
| ---------------- | ---------------- | ---------------- | ---------------- | ---------------- | ---------------- | ---------------- | ---------------- | ---------------- | ---------------- | ---------------- | ---------------- | ---------------- | ---------------- | ---------------- | ---------------- |
| Platz            | 1                | 2                | 3                | 4                | 5                | 6                | 7                | 8                | 9                | 10               | 11               | 12               | 13               | 14               | 15               |
| Punkte           | 25               | 20               | 16               | 13               | 11               | 10               | 9                | 8                | 7                | 6                | 5                | 4                | 3                | 2                | 1                |

In die Wertung kamen alle erzielten Resultate.

## 500-cm³-Klasse

### Rennergebnisse
|    | Datum  | Rennen                 | Strecke        | Platz 1        | Platz 2        | Platz 3         | Pole-Position  | Schn. Rennrunde | Gesamtführender Fahrer | Gesamtführender Konstrukteur |
| -- | ------ | ---------------------- | -------------- | -------------- | -------------- | --------------- | -------------- | --------------- | ---------------------- | ---------------------------- |
| 1  | 13.04. | GP von Malaysia        | Shah Alam      | Mick Doohan    | Àlex Crivillé  | Nobuatsu Aoki   | Tadayuki Okada | Mick Doohan     | Mick Doohan            | Honda                        |
| 2  | 20.04. | GP von Japan           | Suzuka         | Mick Doohan    | Àlex Crivillé  | Tadayuki Okada  | Tadayuki Okada | Mick Doohan     | Mick Doohan            | Honda                        |
| 3  | 04.05. | GP von Spanien         | Jerez          | Àlex Crivillé  | Mick Doohan    | Tadayuki Okada  | Tadayuki Okada | Àlex Crivillé   | Mick Doohan            | Honda                        |
| 4  | 18.05. | GP von Italien         | Mugello        | Mick Doohan    | Luca Cadalora  | Nobuatsu Aoki   | Mick Doohan    | Mick Doohan     | Mick Doohan            | Honda                        |
| 5  | 01.06. | GP von Österreich      | A1-Ring        | Mick Doohan    | Tadayuki Okada | Luca Cadalora   | Mick Doohan    | Mick Doohan     | Mick Doohan            | Honda                        |
| 6  | 08.06. | GP von Frankreich      | Le Castellet   | Mick Doohan    | Carlos Checa   | Tadayuki Okada  | Mick Doohan    | Mick Doohan     | Mick Doohan            | Honda                        |
| 7  | 28.06. | 67. Dutch TT           | Assen          | Mick Doohan    | Carlos Checa   | Doriano Romboni | Mick Doohan    | Carlos Checa    | Mick Doohan            | Honda                        |
| 8  | 06.07. | GP von Imola           | Imola          | Mick Doohan    | Nobuatsu Aoki  | Takuma Aoki     | Mick Doohan    | Mick Doohan     | Mick Doohan            | Honda                        |
| 9  | 20.07. | 61. GP von Deutschland | Nürburgring    | Mick Doohan    | Tadayuki Okada | Takuma Aoki     | Mick Doohan    | Mick Doohan     | Mick Doohan            | Honda                        |
| 10 | 03.08. | GP von Rio de Janeiro  | Jacarepagua    | Mick Doohan    | Tadayuki Okada | Luca Cadalora   | Mick Doohan    | Tadayuki Okada  | Mick Doohan            | Honda                        |
| 11 | 17.08. | GP von Großbritannien  | Donington      | Mick Doohan    | Tadayuki Okada | Alex Barros     | Mick Doohan    | Mick Doohan     | Mick Doohan            | Honda                        |
| 12 | 31.08. | GP von Tschechien      | Brünn          | Mick Doohan    | Luca Cadalora  | Nobuatsu Aoki   | Mick Doohan    | Mick Doohan     | Mick Doohan            | Honda                        |
| 13 | 14.09. | GP von Katalonien      | Barcelona      | Mick Doohan    | Carlos Checa   | Àlex Crivillé   | Mick Doohan    | Mick Doohan     | Mick Doohan            | Honda                        |
| 14 | 28.09. | GP von Indonesien      | Sentul         | Tadayuki Okada | Mick Doohan    | Àlex Crivillé   | Mick Doohan    | Tadayuki Okada  | Mick Doohan            | Honda                        |
| 15 | 05.10. | GP von Australien      | Phillip Island | Àlex Crivillé  | Takuma Aoki    | Norick Abe      | Mick Doohan    | Mick Doohan     | Mick Doohan            | Honda                        |

### Fahrerwertung
| 1  | Mick Doohan     | Honda   | 340 |
| 2  | Tadayuki Okada  | Honda   | 197 |
| 3  | Nobuatsu Aoki   | Honda   | 179 |
| 4  | Àlex Crivillé   | Honda   | 172 |
| 5  | Takuma Aoki     | Honda   | 134 |
| 6  | Luca Cadalora   | Yamaha  | 129 |
| 7  | Norick Abe      | Yamaha  | 126 |
| 8  | Carlos Checa    | Honda   | 119 |
| 9  | Alex Barros     | Honda   | 101 |
| 10 | Doriano Romboni | Aprilia | 88  |
| 11 | Daryl Beattie   | Suzuki  | 63  |
| 12 | Alberto Puig    | Honda   | 63  |
| 13 | Sete Gibernau   | Yamaha  | 56  |
| 14 | Régis Laconi    | Honda   | 52  |
| 15 | Anthony Gobert  | Suzuki  | 44  |

| 16 | Kenny Roberts jr.        | Modenas             | 37 |
| 17 | Juan Borja               | ELF 500 ROC         | 37 |
| 18 | Jean-Michel Bayle        | Modenas             | 31 |
| 19 | Jürgen van den Goorbergh | Honda               | 29 |
| 20 | Jürgen Fuchs             | ELF 500 ROC         | 28 |
| 21 | Kirk McCarthy            | ROC-Yamaha / Yamaha | 20 |
| 22 | Peter Goddard            | Suzuki              | 13 |
| 23 | Troy Corser              | Yamaha              | 11 |
| 24 | Yukio Kagayama           | Suzuki              | 9  |
| 25 | Norihiko Fujiwara        | Yamaha              | 7  |
|    | Bernard Garcia           | Honda               | 7  |
| 27 | Laurent Naveau           | ROC-Yamaha          | 3  |
| 28 | Lucio Pedercini          | ROC-Yamaha          | 2  |
|    | Jay Vincent              | Honda               | 2  |

### Konstrukteurswertung
| 1 | Honda       | 375 |
| 2 | Yamaha      | 188 |
| 3 | Suzuki      | 90  |
| 4 | Aprilia     | 88  |
| 5 | Modenas     | 68  |
| 6 | ELF 500 ROC | 60  |
| 7 | ROC-Yamaha  | 12  |

## 250-cm³-Klasse

### Rennergebnisse
|    | Datum  | Rennen                 | Strecke        | Platz 1        | Platz 2           | Platz 3         | Pole-Position     | Schn. Rennrunde | Gesamtführender Fahrer | Gesamtführender Konstrukteur |
| -- | ------ | ---------------------- | -------------- | -------------- | ----------------- | --------------- | ----------------- | --------------- | ---------------------- | ---------------------------- |
| 1  | 13.04. | GP von Malaysia        | Shah Alam      | Max Biaggi     | Tetsuya Harada    | Olivier Jacque  | Max Biaggi        | Max Biaggi      | Max Biaggi             | Honda                        |
| 2  | 20.04. | GP von Japan           | Suzuka         | Daijirō Katō   | Tōru Ukawa        | Tetsuya Harada  | Tetsuya Harada    | Tetsuya Harada  | Tetsuya Harada         | Honda                        |
| 3  | 04.05. | GP von Spanien         | Jerez          | Ralf Waldmann  | Tetsuya Harada    | Max Biaggi      | Ralf Waldmann     | Ralf Waldmann   | Tetsuya Harada         | Honda                        |
| 4  | 18.05. | GP von Italien         | Mugello        | Max Biaggi     | Marcellino Lucchi | Loris Capirossi | Marcellino Lucchi | Ralf Waldmann   | Max Biaggi             | Honda                        |
| 5  | 01.06. | GP von Österreich      | A1-Ring        | Olivier Jacque | Ralf Waldmann     | Max Biaggi      | Ralf Waldmann     | Loris Capirossi | Max Biaggi             | Honda                        |
| 6  | 08.06. | GP von Frankreich      | Le Castellet   | Tetsuya Harada | Max Biaggi        | Ralf Waldmann   | Olivier Jacque    | Loris Capirossi | Max Biaggi             | Honda                        |
| 7  | 28.06. | 67. Dutch TT           | Assen          | Tetsuya Harada | Ralf Waldmann     | Loris Capirossi | Olivier Jacque    | Olivier Jacque  | Ralf Waldmann          | Honda                        |
| 8  | 06.07. | GP von Imola           | Imola          | Max Biaggi     | Olivier Jacque    | Tōru Ukawa      | Olivier Jacque    | Tetsuya Harada  | Max Biaggi             | Honda                        |
| 9  | 20.07. | 61. GP von Deutschland | Nürburgring    | Tetsuya Harada | Olivier Jacque    | Ralf Waldmann   | Olivier Jacque    | Tetsuya Harada  | Max Biaggi             | Honda                        |
| 10 | 03.08. | GP von Rio de Janeiro  | Jacarepagua    | Olivier Jacque | Tetsuya Harada    | Tōru Ukawa      | Olivier Jacque    | Olivier Jacque  | Max Biaggi             | Honda                        |
| 11 | 17.08. | GP von Großbritannien  | Donington      | Ralf Waldmann  | Tetsuya Harada    | Loris Capirossi | Loris Capirossi   | Tetsuya Harada  | Tetsuya Harada         | Honda                        |
| 12 | 31.08. | GP von Tschechien      | Brünn          | Max Biaggi     | Olivier Jacque    | Tetsuya Harada  | Ralf Waldmann     | Ralf Waldmann   | Tetsuya Harada         | Honda                        |
| 13 | 14.09. | GP von Katalonien      | Barcelona      | Ralf Waldmann  | Max Biaggi        | Tōru Ukawa      | Ralf Waldmann     | Ralf Waldmann   | Ralf Waldmann          | Honda                        |
| 14 | 28.09. | GP von Indonesien      | Sentul         | Max Biaggi     | Tōru Ukawa        | Olivier Jacque  | Max Biaggi        | Max Biaggi      | Max Biaggi             | Honda                        |
| 15 | 05.10. | GP von Australien      | Phillip Island | Ralf Waldmann  | Max Biaggi        | Olivier Jacque  | Max Biaggi        | Ralf Waldmann   | Max Biaggi             | Honda                        |

### Fahrerwertung
| WM-Platz | Fahrer               | Motorrad | MAL | JPN | ESP | ITA | AUT | FRA | NED | SMR | GER | BRA | GBR | CZE | CAT | IND | AUS | Punkte |
| -------- | -------------------- | -------- | --- | --- | --- | --- | --- | --- | --- | --- | --- | --- | --- | --- | --- | --- | --- | ------ |
| 1        | Max Biaggi           | Honda    | 25  | 9   | 16  | 25  | 16  | 20  | DQ  | 25  | 13  | 11  | Ret | 25  | 20  | 25  | 20  | 250    |
| 2        | Ralf Waldmann        | Honda    | 13  | 11  | 25  | 13  | 20  | 16  | 20  | 13  | 16  | 4   | 25  | 13  | 25  | 9   | 25  | 248    |
| 3        | Tetsuya Harada       | Aprilia  | 20  | 16  | 20  | Ret | 0   | 25  | 25  | 11  | 25  | 20  | 20  | 16  | 13  | 13  | 11  | 235    |
| 4        | Olivier Jacque       | Honda    | 16  | Inj | 9   | 11  | 25  | Ret | Ret | 20  | 20  | 25  | 13  | 20  | 10  | 16  | 16  | 201    |
| 5        | Tōru Ukawa           | Honda    | 10  | 20  | Ret | Ret | 11  | 11  | 13  | 16  | 10  | 16  | 11  | 11  | 16  | 20  | 8   | 173    |
| 6        | Loris Capirossi      | Aprilia  | Ret | 5   | Ret | 16  | 13  | 13  | 16  | Ret | 11  | 13  | 16  | Ret | 11  | 2   |     | 116    |
| 7        | Takeshi Tsujimura    | Honda    | Ret | 13  | 13  | Ret | 9   | Ret | 10  | Ret | 3   | 8   | 10  | 10  | 9   | 11  | 1   | 109    |
| 8        | Haruchika Aoki       | Honda    | 11  | 8   | 11  | 2   | 8   | 10  | Ret | 8   | 7   | 9   | 8   | Ret | 8   | 10  | 2   | 102    |
| 9        | Stefano Perugini     | Aprilia  | Ret | Ret | 10  | 9   | 10  | Ret | 11  | Ret | Ret | 10  | 9   | 9   | Ret | 8   | 9   | 85     |
| 10       | Jeremy McWilliams    | Honda    | 7   | 0   | 7   | 7   | Ret | 5   | 7   | 9   | 8   | 6   | Ret |     | 5   | 6   | 6   | 73     |
| 11       | Sebastián Porto      | Aprilia  | Ret | 4   | Ret | 6   | 7   | 9   | Ret | Ret | 0   | 7   | 7   | 6   | 0   | 7   | 7   | 60     |
| 12       | Noriyasu Numata      | Suzuki   | 2   | 7   | 8   | 10  | 6   | Ret | Ret | Ret | 9   | Ret | 6   | Ret | 7   | Ret |     | 55     |
| 13       | Osamu Miyazaki       | Yamaha   | 5   | Ret | 4   | 1   | Ret | 6   | 8   | 7   | 0   | Ret |     | 2   | 6   | 3   | 5   | 47     |
| 14       | Franco Battaini      | Yamaha   | 3   | 0   | 2   | 3   | 2   | 4   | 5   | 5   | 5   |     | 5   | 1   | 1   | 1   | 4   | 44     |
| 15       | Cristiano Migliorati | Honda    | 8   | 0   | Ret | Ret | 0   | Ret | 3   | 3   | 1   | 5   | Ret | 7   | 0   | 5   | 3   | 35     |
|          | Luis d’Antin         | Yamaha   | Ret | 0   | 5   | 5   | 5   | 8   | 6   | Ret | 0   | Ret | Ret |     | 3   | Ret | 0   | 32     |
| 17       | Emilio Alzamora      | Honda    | 9   | Inj | Inj | Ret | DNS | Inj | Ret | 6   | 6   | 2   | Ret | 4   | 4   | Ret | Ret | 31     |
| 18       | Marcellino Lucchi    | Aprilia  |     |     |     | 20  | Ret |     |     | 10  |     |     |     |     |     |     |     | 30     |
| 19       | Daijirō Katō         | Honda    |     | 25  |     |     |     |     |     |     |     |     |     |     |     |     |     | 25     |
| 20       | William Costes       | Honda    | Ret | Ret | 0   | 0   | 3   | 7   | 9   | 4   | 0   | Ret | Ret | Ret | Ret | 0   | Ret | 23     |
| 21       | José Luis Cardoso    | Honda    | Ret | 0   | 6   | Ret | Ret | Ret | Ret | 2   | Ret | 1   | 3   | 5   | 2   | Ret | Ret | 19     |
|          | Jamie Robinson       | Suzuki   | Ret | 2   | 0   | 8   | 4   |     | Ret | 1   | Ret | Ret |     | 3   | Ret | Ret | Ret | 19     |
| 23       | Oliver Petrucciani   | Aprilia  | 6   | 0   | 3   | 0   | 1   |     | 4   | 0   | 0   | 0   | Ret | Ret | Ret | 0   | 0   | 14     |
| 24       | Luca Boscoscuro      | Honda    | 1   | 0   | 1   | 4   | Ret |     | Ret | Ret | 2   | 3   | Ret | Ret | 0   | 1   | 1   | 13     |
| 25       | Giuseppe Fiorillo    | Aprilia  |     |     | Ret |     |     |     | Ret | Ret | 4   | 0   | Ret | 8   | Ret | Ret | Ret | 12     |
| 26       | Yukio Kagayama       | Suzuki   | 10  |     |     |     |     |     |     |     |     |     |     |     |     |     |     | 10     |
|          | Troy Bayliss         | Suzuki   |     |     |     |     |     |     |     |     |     |     |     |     |     |     | 10  | 10     |
| 28       | Naoki Matsudo        | Yamaha   |     | 6   |     |     |     |     |     |     |     |     |     |     |     |     |     | 6      |
| 29       | Eustaquio Gavira     | Aprilia  | 4   | Ret | 0   | Ret | 0   | DNS | 1   | Ret | 0   | 0   | Ret | 0   | Ret | Ret | Ret | 5      |
| 30       | Scott Smart          | Honda    |     |     |     |     |     |     |     |     |     |     | 4   |     |     |     |     | 4      |
| 31       | Naoto Ogura          | Yamaha   |     | 3   |     |     |     |     |     |     |     |     |     |     |     |     |     | 3      |
|          | Sébastien Gimbert    | Honda    |     |     |     |     |     | 3   |     |     |     |     |     |     |     |     |     | 3      |
| 33       | Idalio Gavira        | Aprilia  | DNS | DNS | Ret | 0   | Ret | 2   | Ret | Ret | Ret | Ret | Ret | Ret |     |     |     | 2      |
|          | Maurice Bolwerk      | Honda    |     |     |     |     |     |     | 2   |     |     |     |     | Ret |     |     |     | 2      |
|          | John McGuinness      | Aprilia  |     |     |     |     |     |     |     |     |     |     | 2   |     |     |     |     | 2      |
| 35       | Choujun Kameya       | Suzuki   |     | 1   |     |     |     |     |     |     |     |     |     |     |     |     |     | 1      |
|          | Claudio Vanzetta     | Aprilia  |     |     |     |     |     | 1   |     |     |     |     |     | 0   |     |     |     | 1      |
|          | Callum Ramsay        | Honda    |     |     |     |     |     |     |     |     |     |     | 1   |     |     |     |     | 1      |
| WM-Platz | Fahrer               | Motorrad | MAL | JPN | ESP | ITA | AUT | FRA | NED | SMR | GER | BRA | GBR | CZE | CAT | IND | AUS | Punkte |

| Farbe    | Resultat                                  |
| -------- | ----------------------------------------- |
| Gold     | Sieger                                    |
| Silber   | Zweiter                                   |
| Bronze   | Dritter                                   |
| Grün     | im Ziel mit Punkten                       |
| Blau     | im Ziel ohne Punkte                       |
| Violett  | nicht im Ziel (Ret)                       |
| Rosa     | nicht qualifiziert (DNQ)                  |
| Schwarz  | disqualifiziert (DQ)                      |
| Azurblau | Rennen wurde als Regenrennen gestartet    |
| keine    | nicht teilgenommen                        |
| keine    | nicht teilgenommen wegen Verletzung (Inj) |
| keine    | nicht an den Start gegangen (DNS)         |
| keine    | Rennen wurde annulliert (Ann.)            |
| keine    | ausgeschlossen (EX)                       |

### Konstrukteurswertung
| 1 | Honda                  | 360 |
| 2 | Aprilia                | 268 |
| 3 | Technical Sports Honda | 109 |
| 4 | Yamaha                 | 81  |
| 5 | Suzuki                 | 72  |

## 125-cm³-Klasse

### Rennergebnisse
|    | Datum  | Rennen                 | Strecke        | Platz 1         | Platz 2         | Platz 3          | Pole-Position   | Schn. Rennrunde | Gesamtführender Fahrer | Gesamtführender Konstrukteur |
| -- | ------ | ---------------------- | -------------- | --------------- | --------------- | ---------------- | --------------- | --------------- | ---------------------- | ---------------------------- |
| 1  | 13.04. | GP von Malaysia        | Shah Alam      | Valentino Rossi | Kazuto Sakata   | Noboru Ueda      | Valentino Rossi | Valentino Rossi | Valentino Rossi        | Aprilia                      |
| 2  | 20.04. | GP von Japan           | Suzuka         | Noboru Ueda     | Kazuto Sakata   | Hideyuki Nakajō  | Noboru Ueda     | Masaki Tokudome | Noboru Ueda            | Aprilia                      |
| 3  | 04.05. | GP von Spanien         | Jerez          | Valentino Rossi | Noboru Ueda     | Jorge Martínez   | Jorge Martínez  | Valentino Rossi | Noboru Ueda            | Aprilia                      |
| 4  | 18.05. | GP von Italien         | Mugello        | Valentino Rossi | Jorge Martínez  | Garry McCoy      | Jorge Martínez  | Noboru Ueda     | Valentino Rossi        | Aprilia                      |
| 5  | 01.06. | GP von Österreich      | A1-Ring        | Noboru Ueda     | Valentino Rossi | Tomomi Manako    | Noboru Ueda     | Valentino Rossi | Noboru Ueda            | Aprilia                      |
| 6  | 08.06. | GP von Frankreich      | Le Castellet   | Valentino Rossi | Tomomi Manako   | Garry McCoy      | Garry McCoy     | Tomomi Manako   | Valentino Rossi        | Aprilia                      |
| 7  | 28.06. | 67. Dutch TT           | Assen          | Valentino Rossi | Tomomi Manako   | Kazuto Sakata    | Valentino Rossi | Tomomi Manako   | Valentino Rossi        | Aprilia                      |
| 8  | 06.07. | GP von Imola           | Imola          | Valentino Rossi | Tomomi Manako   | Kazuto Sakata    | Valentino Rossi | Valentino Rossi | Valentino Rossi        | Aprilia                      |
| 9  | 20.07. | 61. GP von Deutschland | Nürburgring    | Valentino Rossi | Yoshiaki Katō   | Manfred Geissler | Valentino Rossi | Yoshiaki Katō   | Valentino Rossi        | Aprilia                      |
| 10 | 03.08. | GP von Rio de Janeiro  | Jacarepagua    | Valentino Rossi | Noboru Ueda     | Yōichi Ui        | Noboru Ueda     | Valentino Rossi | Valentino Rossi        | Aprilia                      |
| 11 | 17.08. | GP von Großbritannien  | Donington      | Valentino Rossi | Masaki Tokudome | Noboru Ueda      | Yōichi Ui       | Noboru Ueda     | Valentino Rossi        | Aprilia                      |
| 12 | 31.08. | GP von Tschechien      | Brünn          | Noboru Ueda     | Tomomi Manako   | Valentino Rossi  | Yōichi Ui       | Noboru Ueda     | Valentino Rossi        | Aprilia                      |
| 13 | 14.09. | GP von Katalonien      | Barcelona      | Valentino Rossi | Kazuto Sakata   | Noboru Ueda      | Kazuto Sakata   | Kazuto Sakata   | Valentino Rossi        | Aprilia                      |
| 14 | 28.09. | GP von Indonesien      | Sentul         | Valentino Rossi | Kazuto Sakata   | Jorge Martínez   | Jorge Martínez  | Valentino Rossi | Valentino Rossi        | Aprilia                      |
| 15 | 05.10. | GP von Australien      | Phillip Island | Noboru Ueda     | Kazuto Sakata   | Tomomi Manako    | Kazuto Sakata   | Kazuto Sakata   | Valentino Rossi        | Aprilia                      |

### Fahrerwertung
| 1  | Valentino Rossi    | Aprilia | 321 |
| 2  | Noboru Ueda        | Honda   | 238 |
| 3  | Tomomi Manako      | Honda   | 190 |
| 4  | Kazuto Sakata      | Aprilia | 179 |
| 5  | Masaki Tokudome    | Aprilia | 120 |
| 6  | Jorge Martínez     | Aprilia | 119 |
| 7  | Garry McCoy        | Aprilia | 109 |
| 8  | Roberto Locatelli  | Honda   | 97  |
| 9  | Mirko Giansanti    | Honda   | 83  |
| 10 | Frédéric Petit     | Honda   | 83  |
| 11 | Gianluigi Scalvini | Honda   | 81  |
| 12 | Yōichi Ui          | Yamaha  | 77  |
| 13 | Yoshiaki Katō      | Yamaha  | 74  |
| 14 | Lucio Cecchinello  | Honda   | 73  |
| 15 | Masao Azuma        | Honda   | 66  |
| 16 | Manfred Geissler   | Aprilia | 31  |

| 17 | Juan Enrique Maturana | Yamaha  | 22 |
| 18 | Ivan Goi              | Aprilia | 21 |
| 19 | Steve Jenkner         | Aprilia | 20 |
| 20 | Gino Borsoi           | Yamaha  | 19 |
| 21 | Jaroslav Huleš        | Honda   | 17 |
| 22 | Hideyuki Nakajō       | Honda   | 16 |
| 23 | Peter Öttl            | Aprilia | 11 |
| 24 | Kazuhiro Takao        | Honda   | 8  |
| 25 | Ángel Nieto jr.       | Aprilia | 8  |
| 26 | Dirk Raudies          | Honda   | 8  |
| 27 | Josep Sardá           | Honda   | 3  |
| 28 | Alex Hofmann          | Yamaha  | 2  |
|    | Darren Barton         | Honda   | 2  |
| 30 | Benny Jerzenbeck      | Honda   | 1  |
|    | Álvaro Molina         | Honda   | 1  |

### Konstrukteurswertung
| 1 | Aprilia | 351 |
| 2 | Honda   | 287 |
| 3 | Yamaha  | 139 |